# Nawiedzony dom na wzgórzu
Nawiedzony dom na wzgórzu – amerykański serial (dramat, horror) wyprodukowany przez  FlanaganFilm, Amblin Television oraz  Paramount Televisions, który jest luźną adaptacją powieści o tym samym tytule autorstwa Shirley Jackson.
Wszystkie 10 odcinków pierwszej serii zostało udostępnionych 12 października 2018 roku na platformie Netflix.
Serial opowiada o rodzinie, która mieszka w nawiedzonym domu.

## Obsada

### Obsada główna
- Michiel Huisman jako Steven Crain
- Paxton Singleton jako młody Steven[2]
- Elizabeth Reaser jako Shirley Harris (née Crain)[3]
- Lulu Wilson jako młody Shirley[4]
- Kate Siegel jako Theodora "Theo" Crain[3]
- Mckenna Grace jako młoda Theo[5]
- Oliver Jackson-Cohen jako Luke Crain[6]
- Julian Hilliard jako młody Luke[2]
- Victoria Pedretti jako Eleanor "Nell" Vance (née Crain)[4]
- Violet McGraw jako młoda Nell[5]
- Carla Gugino jako Olivia Crain[7]
- Timothy Hutton jako Hugh Crain[8]
- Henry Thomas jako młody Hugh[3]

### Obsada drugoplanowa
- Anthony Ruivivar jako Kevin Harris
- Samantha Sloyan jako Leigh Crain
- Annabeth Gish jako Clara Dudley
- Robert Longstreet jako Horace Dudley
- Olive Elise Abercrombie jako Abigail
- Elizabeth Becka jako Aunt Janet
- Jordane Christie jako Arthur Vance
- Levy Tran jako Trish
- Fedor Steer jako William Hill
- May Badr jako Allie Harris
- James Lafferty jako Ryan
- Logan Medina jako Jayden Harris
- Levy Tran jako Trish Park

## Odcinki
| Sezon | Odcinki | Oryginalna emisja Netflix | Oryginalna emisja Netflix | Emisja w Polsce Netflix Polska | Emisja w Polsce Netflix Polska | Emisja w Polsce Netflix Polska |
| Sezon | Odcinki | Premiera sezonu           | Finał sezonu              | Premiera sezonu                | Finał sezonu                   |                                |
| ----- | ------- | ------------------------- | ------------------------- | ------------------------------ | ------------------------------ | ------------------------------ |
| 1     | 10      | 21 września 2018          | 21 września 2018          | 21 września 2018               | 21 września 2018               |                                |

## Sezon 1 (2018)
| Nr | Tytuł                | Reżyseria     | Scenariusz                    | Premiera w Netflix   | Premiera w Netflix Polska |
| -- | -------------------- | ------------- | ----------------------------- | -------------------- | ------------------------- |
| 1  | Steven Sees a Ghost  | Mike Flanagan | Mike Flanagan                 | 12 października 2018 | 12 października 2018      |
| 2  | Open Casket          | Mike Flanagan | Mike Flanagan                 | 12 października 2018 | 12 października 2018      |
| 3  | Touch                | Mike Flanagan | Liz Phang                     | 12 października 2018 | 12 października 2018      |
| 4  | The Twin Thing       | Mike Flanagan | Scott Kosar                   | 12 października 2018 | 12 października 2018      |
| 5  | The Bent-Neck Lady   | Mike Flanagan | Meredith Averill              | 12 października 2018 | 12 października 2018      |
| 6  | Two Storms           | Mike Flanagan | Mike Flanagan & Jeff Howard   | 12 października 2018 | 12 października 2018      |
| 7  | Eulogy               | Mike Flanagan | Charise Castro Smith          | 12 października 2018 | 12 października 2018      |
| 8  | Witness Marks        | Mike Flanagan | Jeff Howard & Rebecca Klingel | 12 października 2018 | 12 października 2018      |
| 9  | Screaming Meemies    | Mike Flanagan | Meredith Averill              | 12 października 2018 | 12 października 2018      |
| 10 | Silence Lay Steadily | Mike Flanagan | Mike Flanagan                 | 12 października 2018 | 12 października 2018      |

## Produkcja
10 kwietnia 2017 roku,  platforma Netflix zamówiła pierwszy sezon horroru.
W lipcu 2017 roku ogłoszono, że Carla Gugino zagra w serialu.
W kolejnym miesiącu poinformowano, że Kate Siegel, Elizabeth Reaser, Henry Thomas, Timothy Hutton oraz Oliver Jackson-Cohen dołączyli do serialu.
We wrześniu 2017 roku, ogłoszono, że obsada powiększyła się o Victorie Pedretti, Lulu Wilson, Violet McGraw oraz Mckenne Grace.
Na połowie października 2017 roku, Julian Hilliard i Paxton Singleton dołączyli do obsady horroru.

## Nagrody

### Saturny
- 2019
  - Saturn – najlepszy aktor występujący na platformie streamingowej  Henry Thomas[20]